# Riksvei 555
De Riksvei 555 (Rijksweg 555), ook wel Sotraveien genoemd, is een weg van 45 kilometer die het centrum van de Noorse stad Bergen verbindt met het westelijk deel van de stad en de eilanden ten zuidwesten van de stad. De weg loopt in zuidwestelijke richting van Bergen naar Klokkarvik in de gemeente Sund. Een deel van de Riksvei 555 is uitgebouwd tot autosnelweg.
Vanaf een knooppunt met de E16 en E39 in het centrum van Bergen loopt de weg in een tunnel onder het park Nygårdsparken naar de brug Puddefjordsbroen (1956). Aan de zuidkant van de brug wordt het verkeer weer een tunnel in geleid naar Loddefjord in het stadsdeel Laksevåg.
Aan de westkant van Laksevåg leidt de brug Sotrabrua (1971) over Vatlestraumen naar het eiland Lillesotra in de gemeente Fjell. De weg loopt verder over twee bruggen naar het eiland Sotra, om te eindigen bij Klokkarvik aan de zuidoostkant van dit eiland. Van hieruit kan het verkeer verder per veerboot richting Hjellestad in het Bergense stadsdeel Ytrebygda.
Europese wegen:
E6 · E8 · E10 · E12 · E14 · E16 · E18 · E39 · E45 · E69 · E75 · E105 · E134 · E136
Riksveier:
2 · 
3 · 
4 · 
5 · 
7 · 
9 · 
12 · 
13 · 
15 · 
19 · 
20 · 
21 · 
22 · 
23 · 
25 · 
35 · 
36 · 
40 · 
41 · 
42 · 
44 · 
47 · 
52 · 
55 · 
70 · 
73 · 
77 · 
80 · 
83 · 
85 · 
92 · 
93 · 
94 · 
110 · 
111 · 
120 · 
150 · 
156 · 
159 · 
162 · 
163 · 
190 · 
191 · 
200 · 
282 · 
420 · 
451 · 
502 · 
509 · 
510 · 
518 · 
555 · 
562 · 
580 · 
616 · 
617 · 
658 · 
681 · 
706 · 
827 · 
833 · 
853 · 
862 · 
881 · 
887 · 
892 · 
893